# Laurence Hyde, I conte di Rochester

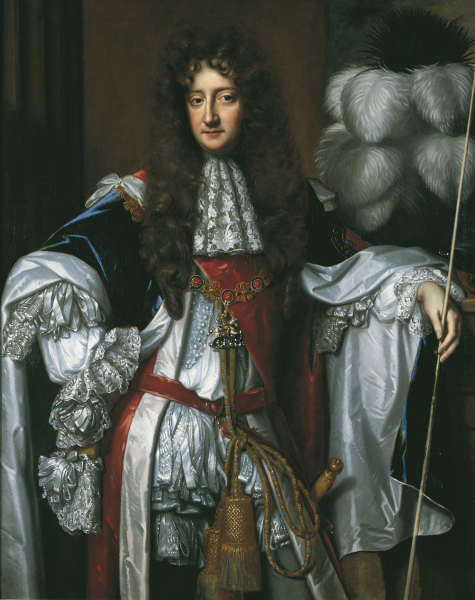
Ritratto di Lawrence Hyde, primo conte di Rochester.

Laurence Hyde, primo conte di Rochester (marzo 1641 – 2 maggio 1711), è stato un politico, scrittore e statista inglese.

## Biografia
Laurence, conosciuto anche come Barone Wotton Basset e Visconte Hyde di Kenilworth (contea di Warwick), era il secondo figlio maschio di Edward Hyde, primo conte di Clarendon e di sua moglie Frances. La famiglia Hyde fu fedele alla causa realista durante la rivoluzione inglese, che si concluse con la condanna a morte di re Carlo I Stuart e all'esilio del nuovo sovrano, Carlo II. Durante il periodo di Protettorato di Oliver Cromwell, la famiglia Hyde risiedette in esilio nei Paesi Bassi, a fianco della famiglia reale.
Una volta tornato sul trono Carlo II nel 1660, Laurence entrò a far parte del Parlamento inglese in rappresentanza della città di Newport, mentre suo padre diveniva il primo ministro del regno. Nel 1661 Lawrence fu inviato come ambasciatore straordinario presso Luigi XIV di Francia e nel 1665 sposò Lady Henrietta Boyle, figlia del conte di Boyle.
La caduta politica del padre, che perse il favore regale, non incise sulla carriera dei suoi figli, Henry e Laurence. Inoltre la famiglia Hyde era imparentata con la famiglia reale grazie al matrimonio della sorella di Lawrence, Anne, con il fratello del re, Giacomo, duca di York e primo in linea di successione al trono.
Nel 1676 fu inviato come ambasciatore in Polonia; passò poi a Vienna, procedendo per Nimega, dove prese parte ad un congresso come rappresentante inglese. Tornato in patria venne nominato nel 1679 First Lord of the Treasury ed in seguito fu nominato pari del regno con l'attribuzione del titolo di conte di Rochester.
Alla morte di Carlo II e dopo l'elezione di suo fratello Giacomo II a re d'Inghilterra i fratelli Hyde furono esclusi dal governo. Giacomo II rifiutò la collaborazione politica dei cognati, che non avevano intenzione di abbandonare la fede anglicana in favore di quella cattolica. Così Lawrence si ritirò a vita privata. Tuttavia nel 1688, agli albori della gloriosa rivoluzione, Giacomo richiamò Laurence dalla vita privata e gli affidò il compito di appurare la veridicità della nascita del suo erede Giacomo Francesco Edoardo, messa in dubbio da Guglielmo d'Orange e da sua figlia Maria. Dopo la gloriosa rivoluzione e l'esilio di Giacomo II, Laurence si oppose alla nomina a sovrani di Guglielmo e Maria. Tuttavia poco dopo occupò incarichi di rilievo nell'amministrazione pubblica: entrò a far parte del Consiglio Privato dei sovrani e fu nominato Lord Lieutenant of Ireland.
Alla sua morte gli succedette l'unico figlio, Henry, che ne ereditò il titolo.